# Arnold Gerritsen
Johannes Arnoldus (Arnold) Gerritsen (Brummen, 16 december 1948) is een Nederlands bestuurder en politicus voor D66.

## Loopbaan
Hij heeft in Zutphen de middelbare school, het Baudartius College, doorlopen. Namens D66 was hij begin jaren 90 wethouder van Apeldoorn.

### Burgemeester van Zutphen
In 1999 werd hij burgemeester van de gemeente Zutphen. Toen Warnsveld in 2005 bij Zutphen werd gevoegd, moest hij opnieuw solliciteren en werd hij de eerste burgemeester van de nieuwe gemeente. In mei 2011 werd hij opnieuw benoemd.
Gerritsen kwam in 2003 met het idee de stad Zutphen te promoten als antroposofische stad als een aanvulling op het oude Zutphen justitiestad.
Gerritsens derde termijn zou in mei 2017 aflopen, maar in augustus 2015 maakte hij bekend dat hij in februari 2016 met pensioen zou gaan. Hij is 17 jaar burgemeester geweest van Zutphen. Hij werd in Zutphen opgevolgd door Carry Abbenhues als waarnemend burgemeester per 1 februari 2016; en per 23 december 2016 door Annemieke Vermeulen als (kroonbenoemd) burgemeester.

### Waarnemend burgemeester in Aalten
Gerritsen begon per 18 januari 2017 als waarnemend burgemeester van de gemeente Aalten. Hij werd daarvoor beëdigd op 19 december 2016. In oktober 2017 werd bekendgemaakt dat Anton Stapelkamp is voorgedragen om hem op te volgen.